# Aconitum longiracemosum
Aconitum longiracemosum är en ranunkelväxtart som beskrevs av Vorosh.. Aconitum longiracemosum ingår i släktet stormhattar, och familjen ranunkelväxter. Inga underarter finns listade i Catalogue of Life.